# Robertsport
Robertsport, también conocido como Roberts Port y Robert's Port, es una localidad en el oeste de Liberia.

## Contexto geográfico
La capital del condado Grand Cape Mount. Se encuentra a 16 km de la frontera con Sierra Leona, en una península separada del continente por el Lago Piso. 
Las localidades más cercanas son Bassa community, Kru Town, Bombotown y Gomboja.

## Historia
Fue base marina de las fuerzas aliadas en la Segunda Guerra Mundial antes de convertirse en un resort vacacional y paraíso del surf.

## Población
Según el censo de 2008, Robertsport tiene una población de 3.933 habitantes, 1.994 hombres y 1.939 mujeres